# 山口恵照
山口 恵照（やまぐち えしょう、1918年4月4日 - ）は、日本の哲学者。大阪大学名誉教授。インド哲学専攻。愛知県出身。

## 年譜
愛知県葉栗郡木曽川町（現：一宮市）に生まれる。1941年京都帝国大学文学部哲学科卒業。立命館大学助教授、1955年大阪大学文学部インド哲学科助教授、教授、82年定年退官、名誉教授。62年「古典サーンキヤ哲学の研究」で京都大学文学博士。1991年勲三等旭日中綬章受勲。

## 著書
- 『サーンキヤ哲学体系序説 サーンキヤへみちびくもの』あぽろん社 1964
- 『サーンキヤ哲学体系の展開　究極的な「転迷開悟」の道』あぽろん社 1974
- 『宗教的生涯教育 アーシュラマ（住期）法と仏教からの提言』あぽろん社 1982
- 『ヨーガの知恵』東方出版 1987

### 共編著
- 『宗教の哲学的理解』西尾秀生共編 昭和堂 1992
- 『宗教と救済』西尾秀生、北川清仁共編 ナカニシヤ出版 1997

## 論文
- <山口恵照